# 1984 SO4
1984 SO4 är en asteroid i huvudbältet som upptäcktes den 21 september 1984 av den belgiske astronomen Henri Debehogne vid La Silla-observatoriet.
Den har en diameter på ungefär 5 kilometer.